# Dithianon
Le dithianon est une substance phytosanitaire, essentiellement un fongicide de contact à large spectre apparu en 1963. Ayant une formule chimique C14H4O2N2S2, le dithianon est relativement cher. C'est pour cette raison qu'il n'est utilisé que lorsqu'il produit des résultats significatifs qui ne peuvent pas être obtenus avec l'intervention d'autres fongicides de contact moins chers tels que les dithiocarbamates.
L'effet fongicide du dithianon a été démontré sur de nombreuses maladies cryptogamiques notamment Tavelures, Mildiou, Rouilles, Botrytis, Coryneum, Anthracnoses et Didymella.